# Jægerspris
Jægerspris es una localidad situada en el municipio de Frederikssund, en la región Capital (Dinamarca), con una población en 2012 de unos 4087 habitantes.
Se encuentra ubicada al norte de la isla de Selandia, junto al fiordo de Roskilde (mar Báltico) y cerca de Copenhague.